# Sofijin svet
Sofijin svet (norveški: Sofies verden) je roman iz 1991. godine norveškog pisca Justejn Gordera. On prati događaje Sofije Amundsen, tinejdžerke koja živi u Norveškoj, i Alberta Knoka, filozofa srednjih godina koji je uvodi u filozofiju, filozofsko razmišljanje i filozofsku istoriju.
 Sofijin svet  je prvobitno napisan na norveškom i postao bestseler u Norveškoj. Geopoetika je 1998. godine objavila knjigu na srpskom, a 1995. je objavljena na engleskom kao najprodavanija knjiga na svijetu u toj godini.
Do 2011. godine roman je preveden na pedeset devet jezika, sa više od četrdeset miliona prodatih primeraka. To je jedan od komercijalno najuspešnijih norveških romana izvan Norveške i prilagođen je filmu i PC igri.

## Radnja
Sofija Amundsen (Sofie Amundsen u norveškoj verziji) je 14-godišnja devojka koja živi u Norveškoj 1990. godine.
Knjiga počinje kada Sofija primi dve poruke u svom poštanskom sandučiću i razglednicu upućenu Hilde Møller Knag. Nakon toga dobija paket papira, deo kursa filozofije.
Sofija, bez znanja svoje majke, postaje učenik starog filozofa, Alberta Knoka. Alberto je uči o istoriji filozofije. Ona dobija sadržajan i razumljiv pregled filozofije od perioda pre Sokrata do Žan Pola Sartra. Pored toga, Sofija i Alberto dobijaju razglednice upućene devojci po imenu Hilde od čoveka po imenu Albert Knag. Kako vreme prolazi, Knag počinje da skriva rođendanske poruke Hilde na sve nemoguće načine, uključujući i skrivanje u neoguljenoj banani i primoravanje Albertovog psa Hermesa da priča.
Na kraju, kroz filozofiju Džordž Berklija, Sofija i Alberto shvataju da je njihov celi svet književna konstrukcija Alberta Knaga kao poklon za Hilde, njegovu kćerku, za njen 15. rođendan. Hilde počinje da čita rukopis ali počinje da se okreće protiv svog oca nakon što nastavi da se petlja sa Sofijinim životom tako što šalje fikcionalne likove kao što su Crvenkapa i Ebenizer Skrudž da razgovaraju sa njom.
 
Alberto pomaže Sofiji da se bori protiv Knagove kontrole podučavajući je svemu što zna o filozofiji, kroz Renesansu, Romantizam i Egzistencijalizam, kao i Darvinizam i ideje o Karl Marksa. One imaju oblik dugih stranica teksta, a kasnije i monologa Alberta. Alberto uspeva da izmisli plan tako da on i Sofija konačno mogu da pobegnu od Albertove mašte. Trik se izvodi na proslavi Sofijinog rođendana, tokom "partije filozofskog vrta" koju su Sofija i njena majka dogovorile. Proslavu uskoro počinje da prati haos jer Albert Knag vlada svojom kontrolom nad svetom, dovodeći goste da reaguju ravnodušno na izvanredne događaje. Alberto obaveštava prisutne da je njihov svet izmišljen, ali gosti reaguju besom, govoreći da u njihov svet on unosi opasne vrednosti. Kada se Mercedes razbije u bašti, Alberto i Sofija ga koriste kao priliku da pobegnu. Knag je toliko fokusiran na pisanje o automobilu da ne primećuje da oni beže u stvarni svet.
Po završetku knjige, Hilde odlučuje da pomogne Sofiji i Albertu da se osvete njenom ocu. Alberto i Sofija ne mogu da komuniciraju ni sa kim u stvarnom svetu i ne može ih videti niko osim drugih fiktivnih likova. Žena iz Grimovih bajki im daje hranu pre nego što se pripreme za Knagovog povratka u Lillesand, Hildin dom.
Dok je bio na aerodromu, Knag dobija poruke od Hilde, postavljene u prodavnicama i kapijama, i upućuje ga na stvari koje treba kupiti. Postaje sve više paranoičan i pita se kako Hilde izvlači trik. Kada se vrati kući, Hilde mu oprašta sada kada je naučio kako je to da se u njegov svet umeša fikcija. Alberto i Sofija slušaju kako Knag govori Hilde o jednom poslednjem aspektu filozofije - samom univerzumu. On joj govori o Velikom prasku i kako se sve sastoji od istog materijala, koji je na početku vremena eksplodirao. Hilde saznaje da kada gleda u zvezde zapravo ih vidi u prošlosti. Sofija se trudi da s njom komunicira tako što će udarati nju i Knaga ključem. Knag ništa ne oseća, ali Hilde se oseća kao da ju je ulovila, i može čuti Sofijine šapute. Sofija želi da se vozi u čamcu, ali Alberto je podseća da, pošto nisu pravi ljudi, ne mogu da manipulišu predmetima. Uprkos tome, Sofija uspeva da odveže čamac na vesla i oni odu na jezero, besmrtni i nevidljivi svima, osim nekolicini. Hilde, inspirisana i hipnotisana filozofijom i ponovo povezana sa svojim ocem, odlazi da vrati čamac.

## Adaptacije

### Film
Godine 1999,  Sofijin svet  je adaptiran u norveški film scenariste Petter Skavlan. Nije objavljen van granica Norveške. Kjersti Holmen je osvojio nagradu Amandu za svoju ulogu u filmu. 

### Televizija
Film iz 1999. godine predstavljen je i kao serija od osam delova u Australiji i Islandu, koju je ponovo napisao Petter Skavlan.
Takođe je adaptiran za televiziju 1995. godine i prikazan je na BBC-u kao deo  The Late Show (BBC TV serija)  . U ovoj verziji glumi Jessica Marshall-Gardiner kao Sofija, Jim Carter kao Albert Knok, i Tviggi kao Sofijina majka.

### Društvena igra
Godine 1999, je napravljena kao igra na ploči Roberta Hida i Kena Hauarda, a objavljena je od strane Sofisticiranih Igara Ltd. 

### Kompjuterska igra
Godine 1998. adaptiran je u PC i Mac CD-ROM igra . Igra omogućava igračima da nauče o filozofiji kao u knjizi, dok prilagođavaju elemente za virtuelni svet.

### Muzika
Engleski svemirski rock bend Spiritualized nazvao je njihov studijski album iz 1997.  Ladies and Gentlemen We Are Floating in Space  po rečenici iz romana.
Kineski matematički rock indie bend "Baby Formula" nazvao je pesmu "Sophie's World（苏菲的世界)".